# 造兵司
造兵司（ぞうへいし）は、
- 律令制下で兵部省に属して、兵器の製造などをつかさどった官司。
- 明治時代に兵部省に置かれた役所の一つ

## 造兵司 (律令制）
令制官司の1つ。兵部省に属し、兵器の製造を行う。和訓は「つわものつくりのつかさ」。

### 職掌
兵器の製造とともに、兵器製造のために必要な技術集団を支配することを主たる任務とする。技術集団には雑戸に属する鍛戸（かぬちへ）・甲作（よろいつくり）・靫作（ゆぎづくり）・弓削（ゆげ）・矢作（やはぎ）・鞆張（ともはり）・羽結（はゆい）・桙刊（ほこけずり）、品部に属する爪工（はたくみ）・楯縫（たてぬい）・幄作（あげはつくり）があった。雑戸は10月から翌年3月までに戸ごとに1丁、品部は必要に応じて臨時に徴発された。
天平14年（744年）の雑戸解放の影響で廃止されたが、天平宝字2年（758年）以前に官司としての造兵司は復置された。寛平8年（896年）に新設の兵庫寮に統合されて廃止された。

### 職員
- 正（正六位上相当）1名
- 佑（従七位下相当）1名
- 大令史（大初位上相当）1名　少令史（大初位下相当）1名
- 雑工部　20名
- 使部　12名
- 直丁　1名

以下、『令集解』所引官員令別記
- 雑戸
  - 鍛戸 217戸
  - 甲作 62戸
  - 靫作 58戸
  - 弓削 32戸
  - 矢作 22戸
  - 鞆張 24戸
  - 羽結 20戸
  - 桙刊 30戸
- 品部
  - 爪作 18戸
  - 楯縫 36戸
  - 幄作 16戸

## 造兵司 (明治時代）
1869年8月15日（明治2年7月8日）官制大改革により軍務官に代わって軍事防衛を司る機関として兵部省が設置される。翌年の1870年3月3日（明治3年2月2日）兵器の製造・研究に従事する役所として造兵司が置かれた。1872年4月4日（明治5年2月27日）兵部省が廃止され陸軍省および海軍省が設置されると、各省の管下に造兵司が置かれた。
陸軍省では1875年（明治8年）2月3日に武庫司・造兵司が廃止され、それぞれ砲兵本廠・砲兵支廠を経て、1879年（明治12年） 10月に東京砲兵工廠・大阪砲兵工廠となった。
海軍省では1875年（明治8年）5月7日に武庫司・造兵司が廃止され、兵器局が設置された。

### 歴代造兵司
- 原田一道：1870年3月3日 -
- （造兵正）佐野鼎：1871年8月23日 -
- 原田一道 中佐：1872年8月23日 -